# Simpen Kaler
Simpen Kaler is een bestuurslaag in het regentschap Garut van de provincie West-Java, Indonesië. Simpen Kaler telt 6032 inwoners (volkstelling 2010).